# Ilario Tabarri
Ilario Tabarri (Cesena, 3 aprile 1917 – Brescia, 27 aprile 1970) è stato un partigiano e antifascista italiano.
Garibaldino in Spagna, antifascista, confinato politico, partigiano. Sulla sua figura, a partire dagli anni settanta, si è aperto un dibattito, tra estimatori e critici, in particolare in relazione alle circostanze nelle quali, tra la fine di marzo e i primi di aprile del '44, sarebbe avvenuto l'avvicendamento con il suo predecessore al comando della Brigata Garibaldi Romagnola: Riccardo Fedel (Libero).

## Giovinezza: 1917-1936
Figlio di Egisto, bracciante cesenate di idee repubblicane, ha appena un anno quando il padre emigra in Francia in coincidenza, probabilmente, con la morte della madre.
Ilario viene così affidato alle cure di Aristide Medri, cugino della nonna, repubblicano che "pur non essendo iscritto al PNF dimostra sentimenti favorevoli al Regime". Nel 1922 si ricongiunge col padre in Francia, e lì rimane fino al 1927 quando, all'età di dieci anni, è riaccompagnato dal padre in Romagna e affidato sempre ai Medri.
Ilario "mantiene un'ottima condotta morale" (secondo l'espressione usata dalla polizia fascista), sinché nel 1936 frequenta un corso per ottenere il brevetto internazionale di radiotelegrafista a Spezia (per ottenere il quale era necessario, appunto, presentare un certificato di buona condotta e sostenere un esame a Roma, che Ilario effettivamente supera, ottenendo il brevetto di Radiotelegrafista di seconda classe).

## All'estero: 1936-1941
Da La Spezia, Ilario, letteralmente, "scompare" nell'agosto del 1936, espatriando clandestinamente in Francia, ove raggiunge il padre, la sorella maggiore e la sorellastra e fratellastro minori a Bezons, a nord di Parigi. Espulso dalle autorità francesi quale clandestino, si reca in Spagna per arruolarsi nelle Brigate internazionali repubblicane, arrivando a destinazione nell'ottobre 1936 ad Albacete, quartier generale delle Brigate Internazionali e centro di reclutamento.

Arruolatosi nel Battaglione Garibaldi, formato da antifascisti italiani (comandato da Randolfo Pacciardi e successivamente da Ilio Barontini), combatte al Cerro Rojo, Casa del Campo, Pozuelo, Boadilla, Mirabueno, Majadahonda, Arganda, Guadalajara; in seguito alla trasformazione del Battaglione Garibaldi in Brigata (aprile 1937), Tabarri entra, col grado di sergente (mitragliere), nel I Battaglione della Brigata Garibaldi, partecipando ai combattimenti in Estremadura e alla prima fase di quelli sull'Ebro.

Rientra in Francia nel settembre del 1938 dove rimane fino al 19 dicembre 1941 quando, al suo rientro in Italia, viene arrestato dalla polizia doganale di Mentone perché iscritto nella Rubrica di Frontiera come antifascista e combattente antifranchista a seguito di una lettera inviata alla fidanzata in Italia da Bezons il 31 dicembre 1938 ed intercettata dalla censura fascista.

In essa egli così raccontava la sua esperienza: “Ebbi occasione di trovarmi nella Spagna Repubblicana quando, nel marzo 1937, furono sconfitte quelle divisioni che Mussolini aveva mandato al traditore Generale Franco per lo strangolamento dell'eroica Madrid, parlai con dei prigionieri di quelle famose divisioni che furono annientate nei campi di Guadalajara ed ebbi la possibilità di rendermi conto per quale inganno furono condotti in Spagna coloro i quali non trovavano di che sfamarsi in Italia. Ma se il Popolo Italiano sapesse che la miseria nella quale si trova non è colpa del popolo spagnolo, i nostri soldati non partirebbero per farsi ammazzare e distruggere un popolo indifeso, ma rivolgerebbero le armi contro Mussolini e contro i grandi proprietari."

## Il confino: 1942-1943
Tradotto a Forlì viene condannato a cinque anni di confino  da scontarsi a Ventotene (LT), ove incontra Sandro Pertini, Eugenio Curiel, Pietro Secchia e numerose altre figure politiche di primo piano, anch'esse confinate a Ventotene. È un confino duro, durante il quale gli vengono negate anche le visite dei parenti più vicini, ma durante il quale assumerà un ruolo di rilievo nella "scuola militare" del gruppo dirigente del PCI, sempre più nell'ottica di avviare una ribellione armata al nazifascismo in Italia.
«Dopo l’occupazione tedesca della Francia, negli anni 1940-41 ed ancora nel 1942, giunsero a gruppi a Ventotene numerosi garibaldini di Spagna. Tra essi ricordiamo […] Ilario Tabarri […]. Essi diedero un efficace e concreto contributo alla nostra scuola militare».

## La Resistenza: 1943-1944

### Nei comitati di pianura: settembre '43-marzo '44
Liberato a seguito della caduta del Fascismo, torna a Cesena dove diventa membro del Fronte Nazionale (un organismo unitario che precedette il CLN cui aderivano il PCI, l'Unione Lavoratori Italiani (ULI) e, a titolo personale, alcuni militanti di partiti che ancora non si erano ricostituiti) quale rappresentante del Partito Comunista, al quale era iscritto.
Alla fine del settembre 1943 Ilario viene incaricato dal Comitato locale del PCI di ricercare una zona montana, prospiciente la pianura di Cesena, in grado di accogliere una base partigiana: essa viene individuata nei pressi di Pieve di Rivoschio. Assume il nome di battaglia di Pietro Mauri.
Ai primi di ottobre 1943, Ilario diventa membro del Comitato Militare Romagnolo (poi Comando Militare), orqano del Partito comunista, ma facente  capo al Fronte Nazionle.
Il FN, sorto noi giorni immediatamente successivi al 25 luglio 1943, il 12 settembre entra in crisi. L'ULI  per non dare l'impressione di appoggiare il governo Badoglio e, con esso, la Monarchia, il 12 settembre 1943, comunica di non volere aderire  alla lotta armata.
 «Il Fronte Nazionale ebbe vita breve. Un primo contrasto sorse quando all’interno del PCI vene a prevalere l’idea della guerriglia, che si poneva in contraddizione con l’impostazione proposta dall’Esecutivo [militare] e sostenuta dall’ULI. Apertamente ostile alla monarchia, l’ULI rifiutava la lotta armata in quanto allineamento sulla posizione degli Alleati che sostenevano la monarchia».
«Di Forlì si sapeva […che alla fine di ottobre] tiravano avanti il sempre più defunto esecutivo militare del FN perdendosi in molte chiacchiere e credendo che fosse una vittoria (per diversi compagni dello stesso federale) il solo fatto di averlo mantenuto in vita anche quando bisognava dargli una spinta perché morisse prima».
A partire da questa data il Partito comunista è il solo responsabile delle formazioni partigiane sia in montagna che in pianura (GAP) nelle province di Forlì a Ravenna fino al gennaio/dicembre 1944, quando, costituito il CLN, divenne pienamente operante.

### Al comando dell'8ª Brigata Garibaldi: marzo-novembre '44
Alla fine di marzo il comando generale delle Brigate Garibaldi, inviò l'ordine di sostituire Antonio Carini (Orso/i), sino a quel momento alla testa del Comando militare romagnolo (e quindi effettivo responsabile della Brigata partigiana) destinato ad altro incarico, con Ilario Tabarri (Pietro Mauri), fino a quel momento responsabile dei Gap. 
“… La sostituzione del compagno Orso con P[ietro] era cosa decisa facendo mettere il compagno Renzo al posto del compagno Pietro. Questo cambiamento proprio nel momento in cui in montagna si tentava la riorganizzazione dei quadri della Brigata non poteva passare senza conseguenze. Disgraziatamente l’arresto del compagno Orso […] ritardò la partenza di Pietro il quale attendeva un incontro col compagno Orso per avere tutte le consegne. Verso la metà marzo o alcuni giorni prima, Pietro partiva per la montagna e prendeva il comando…”.
Il 22 marzo 1944 Tabarri  Pietro Mauri inviato con poteri discrezionali raggiunge la Brigata a Strabatenza. La prima impressione che ne ricava è quella di una grande confusione, la brigata ha raggiunto le 850 unità e gli uomini sono tutti accantonati nel villaggio e nelle case vicine, come in una caserma. Tutti sanno dove trovare il comando già a molte ore di marcia. Unica difesa sembra essere il metro e mezzo di neve che ha coperto tutta la zona. Una volta presentatisi al comandante Riccado Fedel (Libero),  precedentemente informato della sua venuta, apprende che questi non è troppo disposto a lasciare il suo posto.
«Nel primo incontro che ebbi con Libero, il giorno stesso del mio arrivo, esaminammo la situazione […] e non ebbi difficoltà ad accorgermi che la sostituzione non gli garbasse affatto, ma egli disse semplicemente che lunghi mesi di vita e pericoli affrontati in comune con la maggior parte degli uomini e specialmente dei responsabili faceva sì che forti vincoli di amicizia e di stima legassero quelli a lui e viceversa, di modo che non potevano accettare così facilmente una ingiustificata sostituzione di quello che era stato il loro comandante»
Considerata la conduzione della Brigata da parte di Libero non rispondente alle nuove direttive, Tabarri lo spodesta nel corso di un confronto piuttosto drammatico, convinto della necessità di ricostituire la formazione partigiana ” su nuove regole. La Brigata Garibaldi Romagnola viene trasformata in una divisione di tre brigate denominata "Gruppo Brigate Garibaldi Romagnole" posta sotto il suo comando, con Libero Riccardi, Capo di Stato Maggiore.
Durante il trasferimento  delle brigate verso la nuova zona, precedentemente individuata da Libero, il nuovo comandante, a partire dal 6 aprile, si trova impegnato in un pesante rastrellamento che nel giro di una ventina di giorni porterà alla quasi totale distruzione della brigata che da circa 900 uomini si riduce ad un'ottantina. 
Nei mesi successivi la formazione viene ricostituita assumendo la denominazione di 8ª Brigata Garibaldi Romagna: Tabarri ne ha il comando, affiancato da Marconi, commissario politico e poi comandante della II zona e a partire dall'estate del 1944, con l'assistenza dell'istruttore in sabotaggio e tattica paracadutato, ai primi di giugno, dall'OSS (Office of Strategic Services) Bruno Vailati (Italo Morandi). proseguendo nella lotta fino alla liberazione di Forlì, avvenuta nel novembre del 1944. Nello stesso mese l'8ª Brigata viene disarmata e sciolta su ordine degli Alleati, il 30 novembre 1944.

## Il dopoguerra: 1945-1970
Sull'onda della vittoria e del prestigio è nominato dal CLN provinciale primo Presidente dell'Amministrazione Provinciale. Dal 1949 al 1952 diventa Segretario della Federazione Riminese del PCI; farà anche parte del Comitato Centrale del PCI. Passato al sindacato regge la Camera del Lavoro di Brescia, per diventare poi Dirigente del Centro Studi della Federazione Internazionale Sindacale a Bruxelles.
Concluderà la vita politica a Bruxelles al Centro studi europeo del sindacato ed in questo ambito tiene un intervento assieme a Francesco Pistolese su “Aspetti internazionali dei problemi dell'energia in Italia e nella CEE” pubblicato negli atti del convegno internazionale tenutosi a Roma il 23 - 25 marzo 1962, organizzato dall'Istituto Gramsci sulle “Tendenze del capitalismo italiano”.
Sebbene ancora giovane, negli anni sessanta si ritira dalla vita politica, dedicandosi alla professione di commerciante in provincia di Brescia.

## Il dibattito attorno a Tabarri
Sin dagli anni settanta, la figura di Tabarri come comandante delle formazioni partigiane è stata messa in discussione, soprattutto per quel che riguarda l'avvicendamento con "Libero" (Riccardo Fedel). Prima da isolate iniziative di ex partigiani (quali ad esempio il comandante Umberto Fusaroli Casadei) e poi da altre interpretazioni storiografiche che, contrariamente a quanto fatto da Flamigni-Marzocchi nel 1969, hanno riletto il rapporto generale di Tabarri in maniera critica. Per esempio, nel 1984 Lorenzo Bedeschi indicava tra le "problematiche ormai apertamente dibattute nelle sedi scientifiche [...] il peso da attribuirsi nel consuntivo del partigianato locale al ritardato ordine di sganciamento da parte del comando Tabarri durante il massiccio rastrellamento tedesco di aprile nell'illusione, almeno inizialmente, che gli uomini della brigata potessero resistere sul posto anziché filtrare tra le maglie dei reparti nemici senza accettare il combattimento. Oppure l'altra questione, altrettanto controversa, riguardante non tanto la incerta fine di Libero quanto invece il significato e il valore della sua opera di primo comandante dei ribelli in questa zona dell'Appennino se si pensa che la struttura fondamentale della futura 8ª brigata coi suoi quadri militari migliori risulta essere la stessa costituita a suo tempo [dallo stesso Libero] e che le basi principali a cui la brigata continuerà a far riferimento resteranno quelle individuate dall'esecutivo militare di Tolloy fin dal dicembre '43."
Dal 2004, il dibattito è stato ravvivato da un lavoro di Natale Graziani poi ripreso nel 2008 da Giampaolo Pansa che nel suo "I gendarmi della memoria" dedicò alla vicenda un intero capitolo: "Libero e lo spagnolo". Al dibattito si sono poi aggiunti anche la figlia di Ilario, Bruna Tabarri, e i familiari di Riccardo Fedel, con due diversi articoli pubblicati entrambi sulla rivista dell'ANPI "Patria Indipendente".

Altra questione ampiamente dibattuta è quella delle rappresaglie che i tedeschi compirono contro le popolazioni civili della zona in risposta alle azioni dei partigiani romagnoli comandati da Tabarri. Va ricordato che, all'epoca, ben una cinquantina di partigiani si dimisero dalla Brigata in polemica con la politica seguita da Tabarri e, soprattutto, dal comandante della II zona Guglielmo Marconi. Naturalmente, la discussione non verte sulla responsabilità degli eccidi, ma sulla opportunità di alcune scelte tattiche operate dal comandante Pietro Mauri in quel periodo e sulla presunta mancata adozione di contromisure adeguate per difendere la popolazione civile.

### Articoli di stampa
- Commemorazione di Ilario Tabarri, in "Il Forlivese", maggio 1970.
- Bruna Tabarri Il comandante Pietro Mauri e l'8ª Brigata Garibaldi, in Patria Indipendente, anno LVII, n. 8 del 21/9/2008, p. 33 e ss. (PDF) [collegamento interrotto], su anpi.it.
- Giorgio Fedel - Nicola Fedel, Una precisazione e un racconto sul Comandante Riccardo Fedel, in Patria Indipendente, anno LVII, n. 9 del 26/10/2008, p. 41 e ss. (PDF), su anpi.it. URL consultato il 30 aprile 2012 (archiviato dall'url originale il 26 gennaio 2022).
- Nicola Fedel, "L'uccisione del Comandante Libero", in Lettera ai Compagni, anno XXXVIII, n. 6 del 2009, p. 39 e ss. (PDF) [collegamento interrotto], su fiapitalia.it.
- Oscar Bandini, "Quando sull'Appennino c'erano Falco e Libero. Pubblicati in un ebook dati innovativi sulla nascita della Resistenza forlivese", Il Resto del Carlino di Forlì, del 16 luglio 2013, p. 10.